# Bathyfautor rapuhia
Bathyfautor rapuhia är en snäckart som beskrevs av B.A. Marshall 1995. Bathyfautor rapuhia ingår i släktet Bathyfautor och familjen Calliostomatidae. Inga underarter finns listade i Catalogue of Life.